# Men in Black: International
Men in Black: International è un film del 2019 diretto da F. Gary Gray.
Film d'azione-fantascienza statunitense sceneggiato da Art Marcum e Matt Holloway. È uno spin-off della serie di film Men in Black ed è liberamente ispirato al fumetto omonimo di Lowell Cunningham, pubblicato da Marvel. Il film vede la partecipazione di Chris Hemsworth, Tessa Thompson, Liam Neeson, Kumail Nanjiani, Rebecca Ferguson, Rafe Spall, Laurent e Larry Bourgeois. Emma Thompson riprende il suo ruolo dal terzo film, mentre Tim Blaney torna a dare la voce a Frank il carlino dai primi due film.

## Trama
Brooklyn, 1996. Molly Wright vede i suoi genitori essere neuralizzati dagli agenti Men in Black mentre aiuta un alieno in fuga, un piccolo tarantiano, evitando la neuralizzazione poiché i suoi genitori credevano fosse addormentata.
Ventitré anni dopo, essendo state respinte le richieste dalle agenzie governative sulla base delle sue "esperienze" riguardo alle prove della vita aliena, Molly riesce a scoprire uno sbarco alieno e a penetrare nel quartier generale dell'MiB di New York. Anche se viene catturata entrando nell'agenzia, Molly fa colpo sull'Agente O, dimostrandole di essere stata abile nel trovare informazioni sull'esistenza dell'organizzazione e dichiarando di non avere alcuna vita sociale, il che fa di lei un candidato ideale per lavorare nell'agenzia. Viene quindi assunta in prova come "agente M" e assegnata alla filiale londinese dell'organizzazione.
Una volta a Londra, M incontra High T, il capo della filiale di tale città, e riesce ad affiancare l'agente H nel suo incontro con Vungus il Brutto, membro di una famiglia reale aliena amico intimo di H. Durante la loro notte con Vungus, vengono avvicinati da misteriosi gemelli alieni in grado di manifestarsi come pura energia, i quali feriscono a morte Vungus. Prima di morire, Vungus affida di nascosto uno strano cristallo a M, dicendo che non può fidarsi di H perché è cambiato dall'ultima volta che si sono incontrati. Sebbene l'agente C si dica deluso per come H sta affrontando la situazione, M fa notare che poche persone conoscevano la posizione di Vungus quando fu attaccato, perciò Vungus deve essere vittima di un tradimento a opera di uno degli agenti dell'MiB che era al corrente della missione affidata a H di proteggerlo. Temendo la presenza di una talpa nell'MiB, High T assegna l'indagine a C e a M, mentre H è retrocesso a un lavoro da scrivania; dall'indagine emerge che nei gemelli ci sono tracce del DNA dell'Hive, una razza parassitaria che invade altri pianeti fondendosi con il DNA delle specie conquistate. M apprende che nel 2016 H e High T avevano già respinto un'invasione aliena alla Torre Eiffel, quando l'Hive si era servito di un portale già utilizzato per la sua prima migrazione sulla Terra. Da quel momento H ha sviluppato un complesso di onnipotenza, sottraendosi ai propri doveri e mantenendo il lavoro solo grazie al profondo rispetto che l'agenzia nutre nei suoi confronti.
H convince M a unirsi a lui nel seguire una traccia a Marrakech, dove recuperano "Pedino", l'ultimo sopravvissuto di un piccolo gruppo di alieni che sono stati attaccati dai gemelli. Pedino promette fedeltà a M, ma sono successivamente accerchiati dagli agenti del MiB coordinati da C, che intanto ha recuperato le riprese video di Vungus che passa il cristallo ad M e crede che sia lei la traditrice. Con l'aiuto di uno dei suoi contatti alieni, H si impadronisce di una moto a razzo e fugge con M e Pedino; in questa occasione i tre scoprono che il cristallo di Vungus è un'arma alimentata da una stella blu estremamente compressa talmente potente da causare catastrofi anche quando settata alla minima potenza. Mentre riparano la moto danneggiata, il contatto alieno di H riesce a rubare l'arma e a portarla a Riza Stavros, una trafficante d'armi aliena ed ex fidanzata di H.
Viaggiando verso Napoli, il trio raggiunge l'isola di Riza e tenta di infiltrarsi nella sua fortezza per recuperare l'arma, ma viene catturato da Riza e da Luca, la sua guardia del corpo. Tuttavia, si scopre che Luca è il tarantiano che M aveva salvato da bambina, il quale le restituisce il favore permettendo loro di andarsene con l'arma mentre tiene Riza immobilizzata. I tre sono nuovamente attaccati dai Gemelli, che però vengono uccisi da High T e da un gruppo di agenti.
Il caso sembra risolto, ma riesaminando le prove, H e M comprendono che i Gemelli intendevano usare l'arma contro l'Hive e non a suo favore, tanto più che l'unica prova di DNA è stata fornita da High T. L'agente C riconosce che gli indizi sembrano indicare un inganno di High T, e consente a H e M di seguire High T alla Torre Eiffel. Mentre si dirigono al portale, M mette in dubbio il ricordo di H riguardo alla sua vittoria sull'Hive e gli insinua il dubbio che sia stato neuralizzato. Il successivo confronto con High T conferma la sua ipotesi. L'Hive ha "inglobato" High T e ha neuralizzato H per farlo apparire come un eroe e nascondere come si sono svolti i fatti. L'ibrido "High T/Hive" è in grado di attivare un portale che attirerà l'Hive sulla Terra, ma H smaschera High T e M riesce a usare l'arma per annientarlo e scongiurare l'invasione dell'Hive.
Svelata ufficialmente la verità sul conto di High T, l'agente O incontra H e M a Parigi, dove nomina M agente operativo e H capo “in prova” della filiale londinese del MiB.

## Produzione
La produzione del quarto film della serie è iniziata dopo l'uscita di Men in Black 3, nel 2012.
Nel febbraio 2018 Hemsworth ha firmato per recitare nello spin-off mentre Gray è stato assunto per dirigere; Emma Thompson si è unita al cast a luglio. Il mese seguente, Tessa Thompson si è unita al cast. Nel maggio 2018, è stato riferito che Liam Neeson era in trattative per recitare nel film come capo della filiale britannica dell'agenzia. Il film è stato scritto da Art Marcum e Matt Holloway e prodotto da Laurie MacDonald e Walter Parkes. Nel giugno 2018, Kumail Nanjiani, Rafe Spall e Les Twins sono stati aggiunti al cast. Danny Elfman, che ha realizzato i primi tre film Men in Black, è tornato a comporre la colonna sonora del film insieme a Chris Bacon. Steven Spielberg è stato produttore esecutivo, come ha fatto per le prime tre voci del MIB, insieme a Barry Sonnenfeld, che ha diretto tutti i film precedenti.
Le riprese del film sono iniziate il 9 luglio 2018, presso i Leavesden Studios a Londra, e proseguita in Marocco e a New York. In Italia, le riprese si sono svolte al Castello Aragonese di Ischia.
Alla fine del mese si è verificato l'annuncio della firma di Emma Thompson per riprendere il suo ruolo di agente O all'interno del film. Nell'agosto 2018, Rebecca Ferguson si unì al cast del film. Il 17 ottobre, Hemsworth ha confermato che le riprese si erano concluse.
Gli effetti visivi del film sono stati forniti da Double Negative e supervisionati da Alessandro Ongaro con l'aiuto di Rodeo FX, Sony Pictures Imageworks e Method Studios.
Il film subì una produzione travagliata a causa dei frequenti scontri tra il regista Gray e il produttore Parkes, che iniziò quando il direttore esecutivo della Sony, David Beaubaire, uscì dallo studio nell'estate del 2018 e non fu sostituito. Una prima stesura della sceneggiatura, che Sony aveva inizialmente elogiato, e che aveva ricevuto l'attenzione delle stelle Hemsworth e Thompson, aveva un tono più spigoloso del film finito; conteneva commenti sociopolitici sull'attuale dibattito sull'immigrazione. I principali antagonisti dovevano essere un gruppo musicale alieno ispirato ai Beatles, con i quattro membri che si fondono in un cattivo durante il climax. Parkes, che ha avuto il taglio finale del film, ha avuto una mano pesante nella supervisione delle riscritture durante la pre-produzione e le riprese. Le nuove pagine di sceneggiature di Parkes hanno strappato via la sensibilità moderna della prima bozza, e sono state recentemente inviate a Hemsworth e Thompson, entrambi così confusi da assumere i propri scrittori di dialoghi. Parkes non solo ha dettato le riscritture, ma è intervenuto nel dirigere i compiti, anche se nessuna regola della Guild of America è stata violata. Gray ha cercato di uscire più volte dalla produzione, ma è stato convinto di rimanere da Sony. Parkes e Gray si sono scontrati anche durante il processo di correzione del colore durante la post-produzione. Lo studio ha realizzato due prodotti finali, il primo messa insieme da Gray, l'altra da Parkes, con la versione di Parkes scelta come definitiva.
Il costo della produzione del film si aggira intorno ai 110 milioni di dollari, rendendolo relativamente economico rispetto non solo agli altri successi del 2019, ma anche ai suoi predecessori. Nel 2012 Men in Black III è costato 225 milioni di dollari, mentre nel 2002 Men in Black II ha sfoggiato un prezzo di 140 milioni di dollari. Il primo Men in Black è costato 90 milioni di dollari, ma i 22 anni di inflazione tra esso e International hanno più che compensato la differenza. Adattato per il 2019, il primo Men in Black sarebbe costato circa 143 milioni di dollari.

## Promozione
Il primo trailer è stato diffuso il 20 dicembre 2018.

## Distribuzione
La pellicola è stata distribuita nelle sale cinematografiche statunitensi a partire dal 14 giugno 2019, mentre sarà distribuita in quelle italiane dal 25 luglio dello stesso anno.

### Partenariato con Lexus
Lexus aveva un partenariato con la Sony Pictures per utilizzare i loro veicoli per il film, la RC e la RX, tutti nelle loro varianti F Sport. L'azienda automobilistica ha anche progettato un'astronave dall'aspetto alieno nello stesso corpo del modello RC.

## Accoglienza

### Incassi
A partire dal 7 luglio 2019, Men in Black: International ha incassato 72,1 milioni negli Stati Uniti e in Canada, e 163 milioni in altri territori, per un totale mondiale di 253,3 milioni. Con un budget di produzione di 110 milioni e altri 120 milioni spesi per il marketing, il film avrebbe dovuto incassare 300 milioni in tutto il mondo per raggiungere il pareggio.
Negli Stati Uniti e in Canada, Men in Black: International è stato distribuito insieme a Shaft, così come l'ampia espansione di Late Night , ed è stato proiettato al lordo di 30-40 milioni da 4224 sale nel suo weekend di apertura. Il film ha incassato 10,4 milioni nel suo primo giorno, compresi 3,1 milioni da anteprime di giovedì sera. Andò a debuttare a 30 milioni, in cima al botteghino ma arrivando sotto le aspettative. È diventato il primo film della serie a non aprire oltre 50 milioni. L'apertura deludente è stata attribuita al franchise datato, le scarse recensioni critiche e l'attesa del pubblico per le altre grandi uscite imminenti Toy Story 4 e Spider-Man: Far from Home. Il film è caduto del 64% nel suo secondo fine settimana a 10,7 milioni, finendo al quarto posto, e poi ha incassato 6,7 milioni nel suo terzo fine settimana, chiudendo al sesto posto.
In tutto il mondo, il film è stato distribuito in concomitanza con gli Stati Uniti in altri 56 paesi e si prevede che abbia incassato 70-85 milioni, per un esordio mondiale di 100-115 milioni. Finì per guadagnare 73,7 milioni oltremare e 102,2 milioni a livello globale, finendo primi in 36 mercati. Ha avuto un minore successo in paesi asiatici come la Cina ($ 26,3 milioni) e la Corea del Sud ($ 4,9 milioni) a causa del passaparola scadente, simile agli Stati Uniti, sebbene sia stato il primo in Messico ($ 3,9 milioni), il Brasile ($ 1,8 milioni), la Russia ($ 5,1 milioni), il Regno Unito ($ 3,4 milioni), l'Australia ($ 2,6 milioni) e la Francia ($ 2,5 milioni).

### Critica
Su Rotten Tomatoes, il film ha un punteggio di approvazione del 23% basato su 318 recensioni, con un punteggio medio di 4,5/10. Il consenso critico del sito web recita: "Amabile eppure dimenticabile, MiB International macina la sostanziale chimica delle sue stelle attraverso gli ingranaggi di un franchising che sta per scadere, con le ragioni per continuare". Su Metacritic, il film ha un punteggio medio ponderato di 38 su 100, basato su 51 critici, che indica "recensioni generalmente sfavorevoli". Le audience intervistate da CinemaScore hanno dato al film un voto medio di "B" su una scala da A + a F, il punteggio più basso della serie, mentre quelle su PostTrak gli ha dato un punteggio complessivo positivo del 72% e un "consiglio definito" del 46%.
Peter Bradshaw di The Guardian lo ha definito "Meh in Black, creando un'altra intensa e fastidiosa ricomparsa", e ha assegnato al film 1 su 5 stelle. Peter DeBruge di Variety ha dichiarato che "La connessione tra Tessa Thompson e Hemsworth è ciò che salva la giornata, non tutto ciò che i loro personaggi fanno sullo schermo" e ha definito il film stesso "divertente, se non uniforme". Michael Phillips del Chicago Tribune ha dato il film 2,5 su 4 stelle, scrivendo: " Men in Black: International non è male, è un miglioramento rispetto a Men in Black II (2002) e Men in Black 3 (2012), sequel che anche i suoi produttori potrebbero aver dimenticato. Come specie, sembriamo destinati a rivisitare questo concetto di base e rinnovare la ricerca di nuove variazioni sullo zingy, disarmante primo film, che ha portato i fumetti di Lowell Cunningham sullo schermo in modo così accorto e intelligente nel 1997."

## Riferimenti ad altre pellicole
In una scena durante un combattimento, l’agente H nel tentativo di sconfiggere il fastidioso alieno, afferra un minuscolo martello in un movimento molto simile a quello usato da Thor per evocare l’arma Mjollnir. Pensando forse di avere gli stessi poteri, lo scaglia contro il suo avversario ma senza ottenere i risultati sperati, rimanendo sbalordito dall’ottima presa dell’alieno. Questa scena infatti è un chiaro riferimento al personaggio di Thor, il dio del tuono, ruolo interpretato più volte dallo stesso Chris Hemsworth.
Il tarantiano salvato da Molly e in futuro luogotenente della trafficante d'armi aliena Riza si chiama Luca Brasi, come il luogotenente di Vito Corleone nel film Il padrino (1972).

## Citazioni dei precedenti episodi
- Nel film ricompare l'agente Frank (il carlino parlante) ora impegnato al "ricevimento" nell'edificio dei MIB, dietro l'iconica enorme elica dell'aria condizionata. Nel terzo film della saga era assente.
- Nell'ufficio dell'agente High T, ci sono alcuni quadri che ripercorrono le gesta dei MIB. Su uno di questi è rappresentata la lotta fra gli agenti J e K con la piattola spaziale, scena finale del primo film della saga.
- Anche in questo episodio appaiono i vermoni: sono dei passeggeri in discesa dalla metro interna del MIB.
- Emma Thompson aveva già interpretato l'agente O nel terzo film della saga. Nella scena finale,quando M e H partono in auto,il decollo ricorda molto la partenza del treno del tempo in "Ritorno al Futuro Parte III"